# La Huaca del Sol
La Huaca del Sol es una localidad peruana ubicada en el distrito de Tumbes, perteneciente a la provincia y el departamento homónimos, al norte del Perú. 

## Ubicación
La Huaca del Sol se ubica al noreste de la provincia de Tumbes, en el distrito de Tumbes, en el departamento de Tumbes.

## Demografía
En 2017 La Huaca del Sol tenía una población de 1 habitante.
| Gráfica de evolución demográfica de La Huaca del Sol entre 1993 y 2017 |
|                                                                        |
| Fuentes: Población 1993 y 2017                                         |